# Лесь Курбас (поїзд)
«Лесь Курбас» — фірмовий пасажирський поїзд 1-го класу Південної залізниці категорії нічний експрес № 15/16 сполученням Харків — Рахів.  Протяжність маршруту поїзда від Харкова до Рахова складає 1339 км.

## Історія
Новий залізничний напрямок від Харкова до Івано-Франківська було відкрито 7 липня 2015 року. В цей день вперше вирушив поїзд зі станції Харків-Пасажирський. Відповідно з розкладом руху на той час, поїзд вирушав з Харкова по парних числах місяця увечері, а до Івано-Франківська прибував пізнім ранком, у післяобідній час у зворотній рейс.
Через великий попит на перевезення пасажирів у напрямку Західної України та на звернення депутатів Житомирської області «Укрзалізниця» з 15 серпня 2015 року призначила додаткові зупинки «Нічного експреса» № 115/116 Харків — Івано-Франківськ на станціях Звягель I, Шепетівка, Здолбунів-Пасажирський, Дубно, Броди. До цього часу поїзд зупинявся лише у Полтаві, Києві, Коростені та Львові.
На маршруті руху між Харковом та Львовом поїзди «Владислав Зубенко» і «Мрія» курсували одним і тим же графіком через день.
З 11 грудня 2016 року були скасовані проміжні зупинки між Києвом та Львовом і подовжено маршрут руху поїзда № 115/116 від Івано-Франківська до Чернівців.
1 квітня 2017 року поїзду № 115/116 Харків — Чернівці надано ім'я Героя України — Героя Небесної сотні Владислава Зубенка.
З 10 грудня 2017 року змінений маршрут руху, замість кінцевої станції Чернівці, поїзду змінено маршрут руху до станції Рахів й курсує через станції Фастів I й Бердичів, а не через Коростень, як раніше, також змінена нумерація поїзда на № 15/16. Також поїзд курсує за розкладом руху поїзда № 2/1 сполученням Івано-Франківськ — Костянтинівка.
11 грудня 2017 року здійснено перший рейс поїзда Харків — Рахів, який сполучив гірську Рахівщину та східні регіони України. Зустрічали його з хлібом-сіллю та трембітами, а перші керівники району навіть скористалися нагодою та проїхали декілька зупинок.
З 16 жовтня по 6 листопада 2018 року, через ремонт перегону Ворохта — Вороненко, поїзду було  скорочено маршрут руху до станції Яремче. 
На початку 2019 року «Укрзалізниця» запровадила експеримент зі скорочення персоналу в пасажирських поїздах. За задумом авторів цієї ідеї, було передбачено, що в даному поїзді започатковано впровадити ці нововведення, де один провідник обслуговував одразу два вагони.
З 18 березня по 20 червня 2020 року тимчасово не курсував через карантинні обмеження на COVID-19, з 21 червня 2020 року відновлено курсування поїзда до станції Івано-Франківськ, а з 24 липня 2020 року відновлено сполучення до станції Рахів.
З 8 по 27 березня 2021 року через попадання Закарпатської області в «червону» зону поїзду скорочувався маршрут руху до станції Львів.
31 січня 2022 року «Укрзалізниця» прийняла партію з 5 вагонів, які включені до складу цього поїзда. 4 лютого 2022 року поїзд вирушив з оновленими вагонами 2021—2022 років випуску.
З 30 червня 2023 року для даного поїзду запроваджений пілотний проєкт — продаж проїзних документів у жіночі купе, який можливий виключно у мобільному застосунку «Укрзалізниці». Жіночі купе відповідно марковані у застосунку, а посадка до таких купе відкрита виключно жінкам та дітям, яким не виповнилося 6 років. Вартість проїзду в жіночих купе не відрізняється від звичайної, кількість квитків на одне замовлення обмежена чотирма.
З 8 серпня 2024 року, вперше в історії «Укрзалізниці», сформований дитячий купейний вагон, який курсуватиме в складі поїзда № 15/16. Вагон оснащений таким чином, щоб найменшим пасажирам від 0 до 8 років та їхнім батькам було комфортно та безпечно в дорозі. У вагоні є дитячі манежі, сповивальні столики, зручні вбиральні. Квитки на цей вагон доступні для придбання виключно через мобільний застосунок «Укрзалізниці», вартість квитка — аналогічна вартості купейних квитків аналогічного ж класу в тому ж поїзді.
З 15 грудня 2024 року поїзд отримав назву «Лесь Курбас».

## Інформація про курсування
Поїзд курсує цілий рік, через день. З Харкова на Західну Україну вирушає по парних числах місяця, з Рахова — по непарних.
На маршруті руху поїзд зупиняється на 8 проміжних станціях. Тривалі зупинки на станціях Полтава-Київська, Київ-Пасажирський, Львів, Івано-Франківськ. Між Києвом та Львовом поїзд № 15/16 прямує без зупинок.
| Розклад руху поїзда «Лесь Курбас» на 2025 рік | Розклад руху поїзда «Лесь Курбас» на 2025 рік | Розклад руху поїзда «Лесь Курбас» на 2025 рік | Розклад руху поїзда «Лесь Курбас» на 2025 рік | Розклад руху поїзда «Лесь Курбас» на 2025 рік |
| Прибуття                                      | Відправлення                                  | Станція                                       | Прибуття                                      | Відправлення                                  |
| --------------------------------------------- | --------------------------------------------- | --------------------------------------------- | --------------------------------------------- | --------------------------------------------- |
| —                                             | 14:01                                         | Харків                                        | 09:28                                         | —                                             |
| 10:10                                         | —                                             | Ясіня                                         | —                                             | 13:19                                         |

Актуальний розклад руху вказано у розділі «Розклад руху призначених поїздів» на офіційному вебсайті «Укрзалізниці».

## Склад поїзда
В обігу один склад поїзда формування вагонного депо ПКВЧ-7 «Харків» Південної залізниці, у спільному обороті по Харкову з поїздом «Сковорода-Експрес» сполученням Харків — Рахів.
Нумерація вагонів з Харкова — з південної сторони вокзалу, з Рахова — з хвоста поїзда. По прибутті і відправленні поїзда по станції Київ-Пасажирський нумерація вагонів — із західної сторони вокзалу.
Поїзд «Владислав Зубенко» складається з 10 вагонів:
- 1 сидячий вагон 2-го класу[16] (половина цього вагона відведена під буфет);
- 7-8 купейних[17]
- 2 вагони класу «Люкс»[18].

Схема поїзда може відрізнятися від наведеної в залежності від сезону (зима, літо). Точну схему на конкретну дату можна подивитися в розділі «Оn-line резервування та придбання квитків» на офіційному вебсайті АТ «Укрзалізниця».
У вагоні № 3 місця за ознакою чоловіче/жіноче купе, вагон № 6 з місцями для сидіння.
У деякі дні в складі поїзда «Владислав Зубенко» курсує вагон-автомобілевоз (з Харкова до Львова або назад).
На початку кожного вагона виробництва Крюківського вагонобудівного заводу є біжучий рядок. Там можна дізнатися поточний час, дату, напрямок руху, ознайомитися з рекламою. У вагонах потягу вивішені заламіновані листи з інформацією для пасажирів: розклад руху, розклад обходу начальника поїзда. Зверху над кожними вхідними дверима купе знаходиться «пульт пасажира» (пульт виробництва харківського заводу «Хартрон»), за допомогою якого можна виконувати такі функції:
- вмикати/вимикати світло: сильний (дві лампи), середній (одна лампа), слабкий (чергове освітлення);
- викликати провідника, не виходячи з купе;
- ставити двері на сигналізацію;
- індикатор зайнятості туалету.

У кожному купе в наявності розетка для підзарядки мобільних телефонів, ноутбуків та іншої портативної техніки. Кондиціонери працюють в режимі клімат-контролю. Туалети в вагонах крюківського вагонобудівного заводу вакуумні, ними можна скористатися навіть під час стоянок на станціях.